# Catch Thirtythree
Catch Thirtythree — п’ятий студійний альбом шведського екстремального метал-гурту Meshuggah. Він був випущений 16 травня 2005 року в Європі та 31 травня 2005 року в Північній Америці через Nuclear Blast. Catch Thirtythree увійшов до чарту Billboard 200 під номером 170. Альбом являє собою одну пісню, безперервну сюїту, з 13 частин. Він використовував виключно програмування барабанів, використовуючи програмний синтезатор Toontrack EZDrummer із розширенням «Drumkit from Hell» замість традиційних акустичних барабанів.

## Список композицій
Автор музики і слів Томас Гааке та Мортен Гаґстрем. 
| #     | Назва                     | Тривалість |
| ----- | ------------------------- | ---------- |
| 1.    | «Autonomy Lost»           | 1:41       |
| 2.    | «Imprint of the Un-Saved» | 1:36       |
| 3.    | «Disenchantment»          | 1:44       |
| 4.    | «The Paradoxical Spiral»  | 3:13       |
| 5.    | «Re-Inanimate»            | 1:04       |
| 6.    | «Entrapment»              | 2:29       |
| 7.    | «Mind's Mirrors»          | 4:30       |
| 8.    | «In Death - Is Life»      | 2:02       |
| 9.    | «In Death - Is Death»     | 13:22      |
| 10.   | «Shed»                    | 3:35       |
| 11.   | «Personae Non Gratae»     | 1:47       |
| 12.   | «Dehumanization»          | 2:57       |
| 13.   | «Sum»                     | 7:17       |
| 47:18 |                           |            |

## Склад
- Єнс Кідман — спів, гітара, бас-гітара, програмування барабанів, мікшування

- Фредрік Тордендал — гітара, бас, програмування барабанів, мікшування

- Мортен Гаґстрем — тексти, гітара, бас, програмування барабанів, мікшування

- Томас Гааке — тексти пісень, вокал, програмування барабанів, мікшування, художнє оформлення та концепція художнього твору

- Б'єрн Енґельманн — мастеринг (Cutting Room Studios)

## Чарти
| Чарт (2005)                               | Позиція |
| ----------------------------------------- | ------- |
| Франція French Albums (SNEP)              | 124     |
| Швеція Swedish Albums (Sverigetopplistan) | 12      |
| США Billboard 200                         | 170     |